# Pedro Pineda (judoka)
Pedro Andrés Pineda García (ur. 25 kwietnia 1993) – wenezuelski judoka.
Uczestnik mistrzostw świata w 2014, 2015 i 2018. Startował w Pucharze Świata w latach 2010, 2011 i 2013-2019. Srebrny medalista igrzysk panamerykańskich w 2019, piąty w 2015. Drugi na igrzyskach Ameryki Południowej w 2014 i 2018. Wygrał igrzyska boliwaryjskie w 2013 i 2017. Zdobył pięć medali igrzysk Ameryki Środkowej i Karaibów. Brązowy medalista mistrzostw panamerykańskich w 2014. Pierwszy na mistrzostwach Ameryki Południowej w 2018 i trzeci w 2013 roku.